# العلوم والتكنولوجيا في ماليزيا

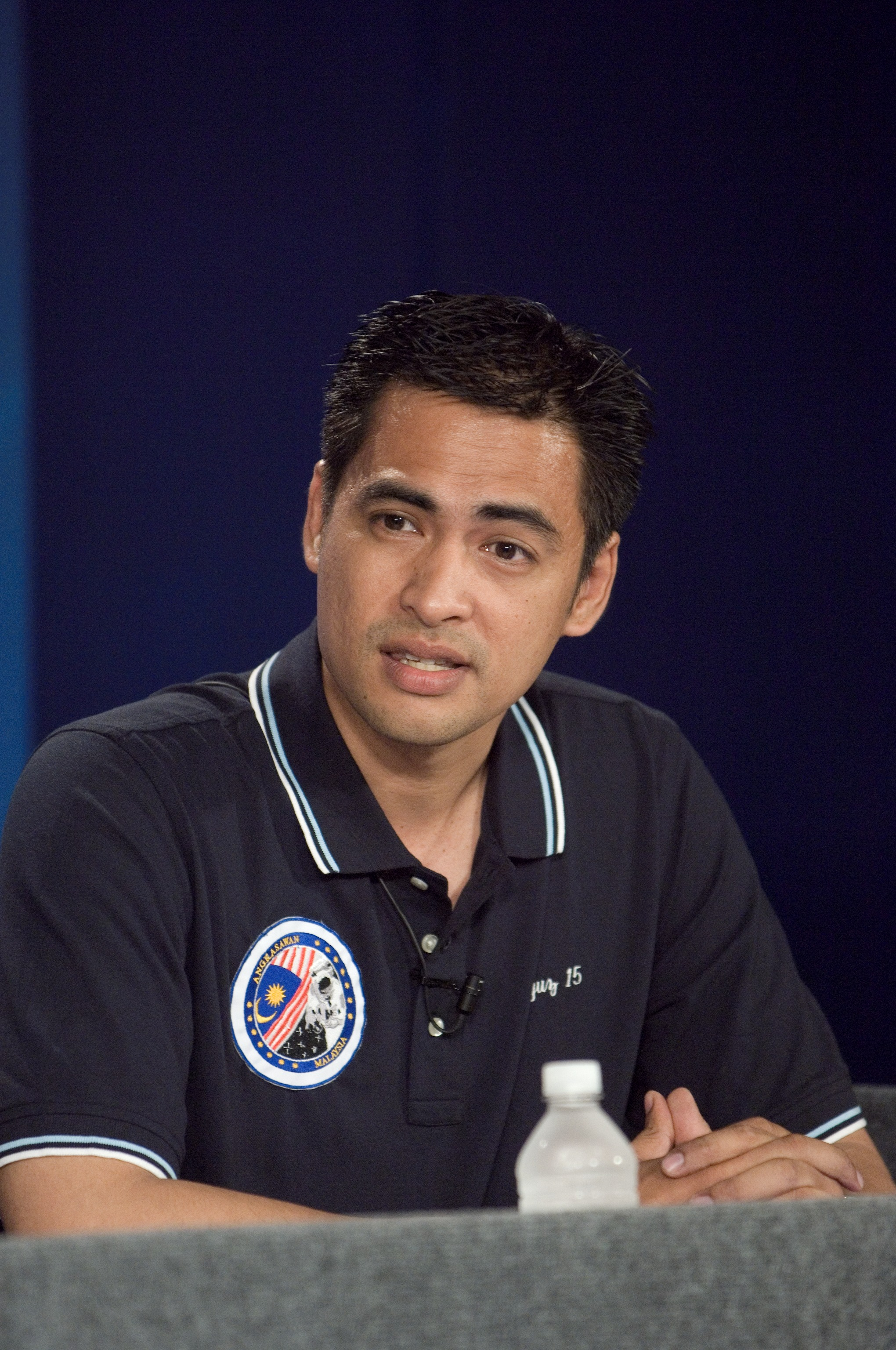
Sheikh Muszaphar Shukor، أول رائد فضاء ماليزي

تقوم وزارة العلوم والتكنولوجيا والابتكار الماليزية بتنظيم العلوم والتكنولوجيا في ماليزيا. تركز الوزارة على خمسة مجالات : التكنولوجيا الحيوية، تكنولوجيا المعلومات والاتصالات، السياسة، الصناعة، غزو الفضاء والعلوم والتكنولوجيا بشكل عام. وزارات أخرى، مثل وزارة الفلاحة ووزارة الصحة تتوفر على أقسام علمية. تم تشجيع المجالات العلمية في ماليزيا خلال السبعينيات والثمانينيات. من عام 1987 إلى عام 1997، بلغت ميزانية البحث والتطوير 0.24٪ من الناتج القومي الإجمالي، وفي عام 1998 شكلت الصادرات من التكنولوجيا العالية 54٪ من الصادرات الصناعية لماليزيا. جاءت ماليزيا في المركز 36 في مؤشر الابتكار العالمي عام 2023، وتقدّمت للمركز 33 في مؤشر عام 2024.

كما حازت ماليزيا المركز 32 في تقرير التنافسية العالمي عام 2022.
ماليزيا هي واحدة من أكبر مصدري أجهزة أشباه الموصلات في العالم، والسلع الكهربائية، ومنتجات تكنولوجيا المعلومات والاتصالات. تهيمن الشركات الأجنبية متعددة الجنسيات على قطاع الابتكار في ماليزيا.

## تاريخ
في محاولة لدعم التنمية الوطنية وتحقيق الاكتفاء الذاتي في مجال القدرات الدفاعية، قامت ماليزيا بخصخصة بعض منشآتها العسكرية في السبعينيات. أدى ذلك إلى تأسيس صناعة دفاعية قائمة بذاتها في البلاد، وتم وضعها تحت وصاية مجلس الصناعات الدفاعية الماليزي في عام 1999. تُواصل الحكومة حاليا تسويق هذا القطاع وتعزيز قدرته التنافسية.
في 1996 قامت ماليزيا بإرسال أول قمر صناعي لها إلى الفضاء عام 1996، بعدما قامت شركة خاصة تسمى شركة مياسات ساتليت سيستمز (بالإنجليزية: MEASAT Satellite Systems)‏ بشراء قمرين صناعيين للاتصالات من شركة بوينغ ساتليت سيستمز سُميا مياسات 1 و مياسات 2. تم إطلاق القمرين مياسات 3 ومياسات 3أ في عامي 2006 و 2009 على التوالي. نجحت ماليزيا في تصميم وبناء أول قمر صناعي للاستشعار عن بعد يحمل اسم تيونغ سات 1 بعد تعاون بين شركة أسترونوتيك تكنولوجي الماليزية وشركة ساري لتكنولوجيا الأقمار الصناعية من المملكة المتحدة. تم إطلاق القمر الصناعي في مدار أرضي منخفض في 26 أيلول/سبتمبر 2000 انطلاقا من ميناء بايكونور الفضائي بكازاخستان. ثاني قمر صناعي أرسلته ماليزيا للفضاء هو رزاق سات في 14 يوليو 2009، وهو قمر صناعي للاستشعار عن بعد مزود بكاميرات أجهزة مقترنة بالشحن. من المقرر إطلاق رزاق سات 2 في المستقبل.
في عام 2002، تم تشكيل وكالة الفضاء الوطنية الماليزية (Angkasa) لتدبير جميع أنشطة ماليزيا في الفضاء، ولتعزيز التجارب الفضائية. تركز الوكالة على تطوير القمر الصناعي رزاق سات. في أوائل عام 2006، تم اختيار العالم شيخ مظفر شكور وثلاثة آخرين في التصفيات النهائية لبرنامج رحلات الفضاء أنغكاسوان. جاء هذا البرنامج عندما وافقت روسيا على نقل ماليزي واحد إلى محطة الفضاء الدولية كجزء من صفقة أسلحة بمليارات الدولارات تضمنت شراء القوات الجوية الملكية الماليزية ل18 طائرة مقاتلة روسية من طراز سوخوي سو-30.

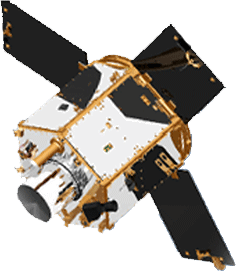
صورة للقمر الصناعي الماليزي للاستشعار عن بعد، رزاق سات.

تقوم ماليزيا بالترويج لصناعاتها الدفاعية من خلال معرض لانكاوي الدولي للملاحة والفضاء، أحد أكبر معارض الصناعات الدفاعية العسكرية والمدنية في منطقة آسيا والمحيط الهادئ، والذي يحضره أكثر من 500 شركة بانتظام. تعتمد القوات المسلحة الماليزية اعتمادا كبيرا على التكنولوجيا العسكرية المحلية الصنع وعلى أنظمة الأسلحة عالية التقنية التي صممتها وصنعتها دول أجنبية.
بدأ برنامج البحث الماليزي في القارة القطبية الجنوبية في عام 1997 بعد دعوة من نيوزيلندا لاستخدام قاعدة سكوت وموافقة مجلس الوزراء الماليزي على ذلك. تم إرسال فرقة العمل التي أنشأتها أكاديمية العلوم الماليزية في أول رحلة استكشافية في عام 1999. في 5 أغسطس 2002، أنشأت جامعة ماليزيا المركز القومي لأبحاث القطب الجنوبي. تم توسيع برنامج أبحاث القارة القطبية الجنوبية ليشمل المنطقة القطبية الشمالية في 2006. في 31 أكتوبر 2011، أصبحت ماليزيا طرفا في معاهدة أنتاركتيكا.
في يوليو 2011، قامت مجموعة من العلماء الماليزيين بتأسيس الشبكة العلمية الماليزية، وهي منظمة غير ربحية تهدف ربط العلماء الماليزيين في جميع أنحاء العالم.

## الشبكة الماليزية العلمية
تم تشكيل شبكة العلوم الماليزية من قبل العلماء الماليزيين في ماليزيا وفي الخارج. يعمل معظم العلماء الماليزيين في الجامعات الحكومية أو معاهد البحوث الحكومية، وجزئيا في الجامعات وأقسام البحث والتطوير الخاصة. عدد كبير من العلماء الماليزيين يقضون مسيرتهم البحثية في الخارج، أما البعض منهم فيبقى في البلاد بعد حصوله على درجة الدكتوراه. يتم لم الشمل بين العلماء الماليزيين المحليين وفي الخارج من خلال الأنشطة البحثية المختلفة والمؤتمرات العلمية والمنتديات والمنشورات وبرامج تمويل البحوث المشتركة. من الأهمية بمكان تبادل المعارف والكفاءات بين العلماء الماليزيين المحليين وفي الخارج بغرض توحيد المعارف العلمية والمساهمة في تنمية البلد.

## العلماء الماليزيين في الخارج
ينشط العلماء الماليزيون في الخارج في أنشطة البحث والتطوير في العديد من المجتمعات العلمية الدولية. يواصل عدد من العلماء الماليزيين مسيرتهم البحثية بعد الانتهاء من الحصول على شهادة الدكتوراه في الخارج، لا سيما في الولايات المتحدة الأمريكية والمملكة المتحدة ودول الاتحاد الأوروبي والصين وإيرلندا وأستراليا ونيوزيلندا وكندا وسنغافورة وهونغ كونغ. للعلماء الماليزيين بالخارج صلة قوية بالوطن الأم ماليزيا.

## برامج العلوم في ماليزيا
تضع الحكومة الماليزية من خلال وزارة العلوم والتكنولوجيا والابتكار سياسات وبرامج للدفع وتطوير حقل العلوم والتكنولوجيا في البلاد. تساعد الحكومة بفعالية في ربط العلماء المحليين والأجانب للوصول إلى أهداف برنامج التحول الوطني 2050.